# 5. ceremonia wręczenia nagród Gildii Aktorów Ekranowych
5. ceremonia wręczenia nagród Gildii Aktorów Ekranowych odbyła się 7 marca 1999 roku w Shrine Exposition Center w Los Angeles.

## Laureaci i nominowani
Laureaci nagród wyróżnieni są wytłuszczeniem

### Produkcje kinowe

#### Najlepszy występ aktora w roli pierwszoplanowej
- Roberto Benigni − Życie jest piękne
  - Joseph Fiennes − Zakochany Szekspir
  - Tom Hanks − Szeregowiec Ryan
  - Ian McKellen − Bogowie i potwory
  - Nick Nolte − Prywatne piekło

#### Najlepszy występ aktorki w roli pierwszoplanowej
- Gwyneth Paltrow − Zakochany Szekspir
  - Cate Blanchett − Elizabeth
  - Jane Horrocks − O mały głos
  - Meryl Streep − Jedyna prawdziwa rzecz
  - Emily Watson − Hilary i Jackie

#### Najlepszy występ aktora w roli drugoplanowej
- Robert Duvall − Adwokat
  - James Coburn − Prywatne piekło
  - David Kelly − Martwy farciarz
  - Geoffrey Rush − Zakochany Szekspir
  - Billy Bob Thornton − Prosty plan

#### Najlepszy występ aktorki w roli drugoplanowej
- Kathy Bates − Barwy kampanii
  - Brenda Blethyn − O mały głos
  - Judi Dench − Zakochany Szekspir
  - Rachel Griffiths − Hilary i Jackie
  - Lynn Redgrave − Bogowie i potwory

#### Najlepszy filmowy zespół aktorski
- Zakochany Szekspir
  - Życie jest piękne
  - O mały głos
  - Martwy farciarz
  - Szeregowiec Ryan

### Produkcje telewizyjne

#### Najlepszy występ aktora w miniserialu lub filmie telewizyjnym
- Christopher Reeve − Okno na podwórze
  - Charles S. Dutton − Ślepa wiara
  - James Garner − Manipulacja
  - Ben Kingsley − Todd rzeźnik
  - Ray Liotta − Ludzie rozrywki
  - Stanley Tucci − Winchell

#### Najlepszy występ aktorki w miniserialu lub filmie telewizyjnym
- Angelina Jolie − Gia
  - Ann-Margret − Dusza towarzystwa: Historia Pameli Harriman
  - Stockard Channing − Dwie matki
  - Olympia Dukakis − More Tales of the City
  - Mary Steenburgen − Życie Sary

#### Najlepszy występ aktora w serialu dramatycznym
- Sam Waterston − Prawo i porządek
  - David Duchovny − Z Archiwum X
  - Anthony Edwards − Ostry dyżur
  - Dennis Franz − Nowojorscy gliniarze
  - Jimmy Smits − Nowojorscy gliniarze

#### Najlepszy występ aktorki w serialu dramatycznym
- Julianna Margulies − Ostry dyżur
  - Gillian Anderson − Z Archiwum X
  - Kim Delaney − Nowojorscy gliniarze
  - Christine Lahti − Szpital Dobrej Nadziei
  - Annie Potts − Dzień jak dzień

#### Najlepszy występ aktora w serialu komediowym
- Michael J. Fox − Spin City
  - Jason Alexander − Kroniki Seinfelda
  - Kelsey Grammer − Frasier
  - Peter MacNicol − Ally McBeal
  - David Hyde Pierce − Frasier

#### Najlepszy występ aktorki w serialu komediowym
- Tracey Ullman − Tracey bierze na tapetę...
  - Lisa Kudrow − Przyjaciele
  - Julia Louis-Dreyfus − Kroniki Seinfelda
  - Calista Flockhart − Ally McBeal
  - Amy Pietz − Karolina w mieście

#### Najlepszy występ zespołu aktorskiego w serialu dramatycznym
- Ostry dyżur
  - Prawo i porządek
  - Nowojorscy gliniarze
  - Kancelaria adwokacka
  - Z Archiwum X

#### Najlepszy występ zespołu aktorskiego w serialu komediowym
- Frasier
  - Trzecia planeta od Słońca
  - Ally McBeal
  - Przyjaciele

### Nagroda za osiągnięcia życia
- Kirk Douglas